# Bedano
Bedano est une commune suisse du canton du Tessin, située dans le district de Lugano.

## Personnalités liées à Bedano
Giocondo Albertolli, Ferdinando Albertolli et Raffaele Albertolli, nés à Bedano.